# آل لينجل

تعديل مصدري - تعديل

آل لينجل هي إحدى قرى عزلة سرار بمديرية سرار التابعة لمحافظة أبين، بلغ تعداد سكانها 151 نسمة حسب تعداد اليمن لعام 2004.